# Línea South Lake Union
La línea South Lake Union es una línea del Tranvía de Seattle con una extensión de 1,3 millas (2,09 km), cubriendo un total de 2,6 millas (4,18 km) a lo largo de su ruta, conectado al barrio Sur Lake Union con el Centro de Seattle, Washington.  El servicio empezó el 12 de diciembre de 2007.  Actualmente es la primera línea del Tranvía de Seattle, el sistema también cuenta con otra línea: la Línea First Hill.

## Paradas
| South Lake Union Streetcar                                          |                          |             | |
| Westlake Center (estación Pacific Place)                            | Downtown                 | Norte y Sur | Conexiones al Downtown Seattle Transit Tunnel (Buses y Tren Ligero), Monorriel de Seattle. Sirve a Westlake Center, Pacific Place. Futura extensión planeada a Pike Place Market |
| Westlake (Sur) & Seventh                                            | Belltown                 | Sur         | Sirve a Belltown |
| Westlake (Norte) & Seventh                                          | Belltown                 | Norte       | Sirve a Belltown |
| Westlake & Ninth                                                    | Belltown/Denny Triangle  | Sur         | Sirve a Denny Park, Seattle Center, REI Flagship |
| Westlake & Denny                                                    | Belltown /Denny Triangle | Norte       | Sirve a Denny Park, Seattle Center, REI Flagship |
| Westlake & Thomas                                                   | Sur Lake Union           | Sur         | Sirve a Cascade Playground, Seattle Times, Amazon.com |
| Terry & Thomas                                                      | Sur Lake Union           | Norte       | Sirve a Cascade Playground, Seattle Times, Amazon.com |
| Westlake & Mercer                                                   | Sur Lake Union           | Sur         | Sirve a la Facultad de Medicina de la Universidad de Washington, Bill & Melinda Gates Foundation, Amazon.com                                                                     |
| Terry & Mercer                                                      | Sur Lake Union           | Norte       | Sirve a la Facultad de Medicina de la Universidad de Washington, Bill & Melinda Gates Foundation, Amazon.com                                                                     |
| Lake Union Park                                                     | Sur Lake Union           | Norte y sur | Sirve a Lake Union Park, Center for Wooden Boats, Northwest Seaport. Futura extensión planeada a Ballard                                                                         |
| Fairview & Campus Drive (Hutchinson Cancer Research Center station) | Cascade                  | Norte y sur | Sirve a Fred Hutchinson Cancer Research Center, Eastlake. Futura extensión planeada a U-District                                                                                 |
| Fin de la línea                                                     |                          |             | |